# همگرایی سیاسی
همگرایی سیاستی (policy convergence) فرایندی است که طی آن واحدهای سیاسی به طور داوطلبانه از اعمال اقتدار تام خویش برای رسیدن به هدف‌های مشترک صرفنظر کرده از یک قدرت فوق ملی پیروی می‌کنند. اما نظریه‌پردازان همگرایی، بر سر تعریف دقیق این واژه، توافق کامل با یکدیگر ندارند.
از اوایل قرن هفدهم به این سو، به دنبال هر نوع مناقشه‌ای که در اروپا به وقوع می‌پیوست، مسئلهٔ «همگرایی» در شکل‌های گوناگون، مانند ایجاد فدراسیونی برای استقرار صلح، مطرح می‌گردید؛ ولی عملاً پس از تجدید حیات اقتصادی اروپا به دنبال جنگ جهانی دوم بود که موضوع اتحاد و همکاری میان واحدهای جداگانه‌ای سیاسی، از اهمیت خاصی برخوردار شد. نظریه پردازان همگرایی با استفاده از تجربهٔ بازار مشترک اروپا، به ارائهٔ مدل‌ها و فرضیه‌های جدید پرداختند.
تغییر اقلیم جز مسائل فراملی است که با توافقی مانند موافقت نامه پاریس کشورها از اقتدار و اهداف ملی خود صرف نظر کردند تا به هدف مشترک و کنترل افزایش دمای زمین بپردازند، بنابراین یک مثال بسیار مناسب برای همگرایی سیاستی موافقت نامه پاریس است که بین 195 کشور روی داد. در دل این همگرایی سیاستی کشورهای اروپایی با ارائۀ یک INDC واحد همگرایی سیاستی دیگری را نیز شکل دادند.